# 捷爾利夫卡
49°21′0″N 27°34′12″E / 49.35000°N 27.57000°E
泰爾利夫卡（烏克蘭語：Терлівка）是位於烏克蘭西部的村莊，由赫梅利尼茨基州裡赫梅利尼茨基區的萊蒂奇夫市鎮負責管轄。該村面積1.48平方公里，海拔高度289米，2001年人口363，人口密度每平方公里244.6人。